# Acetat
Acetat je sol octene kiseline. Octena kiselina (CH3COOH) je supstanca topiva u vodi, koja stupa u reakcije s mnogim molekulama.
Acetati u otopini ponašaju se ne ponašaju kao kiselina iz koje nastaju. Oni često pomoću hidrolize, a utjecajem jačeg metalnog iona, ppostaju slični lužinama. Molekule su nestabilne pa postepeno određena količina acetata prijelazi u drugi oblik i osobađa se kiselina. Miris te kiseline osjeća pri otvaranju posude u kojoj je acetat. 
Strukturno octena kiselina pripada u monokarboksilne kiseline i na karboksilnu grupu vezana je samo jedna metil grupa, koja ima značajan utjecaj na reaktivnost čitave molekule. Elektronegativniji kisik ima induktivni efekt privlačenja elektrona sa susjednog ugljika karboksilne grupe. Odnosno, kisik dobiva sve više elektrona, a ugljik ih gubi. Ugljik nedostajuće elektrone privlači sa susjedne metil grupe, ali ih privlači mnogo slabije nego kisik. Struktura acetatnog iona je također značajna za reaktivnost molekula koji ga sadrži. Kombinacija različitih tipova hibridizacije ima značajnu ulogu. Metil grupa je sp3 hibridizirana, a hibridizacija karboksilne grupe je sp2. Ovakva kombinacija omogućava karakterističnu prostornu orijentaciju i različitote kutove veza, što pojedine atome iona štiti, a druge navodi na reakciju.
Sama octena kiselina pripada u slabe kiseline, pa najlakše reagira s jakim bazama kao što su NaOH (natrijev hidroksid, živa soda) i KOH (kalijev hidroksid), tvoreći odgovarajuću sol (natrij ili kalij acetat), pri čemu se otpušta molekula vode. Pri ovoj reakciji nisu potrebni katalizatori jer se reakcija lako odvija.Zumdahl 1986
CH3–CH2COOH + NaOH → CH3-CH2COONa + H2O
Voda nastaje reakcijom H+ iona iz COOH grupe i ON- grupe iz natrij hidroksida. Natrijev acetat se izdvaja pri ovoj reakciji kao bijeli talog na dnu epruvete. Octena kiselina s nekom od svojih soli s alkalnim metalima gradi vrlo stabilne pufere koji se koriste radi postizanja određene pH vrijednosti. Acetati kao soli jakih baza i octene kiseline reagiraju bazno u procesu hidrolize. Postoje slučajevi kada acetati ne reagiraju bazno, već neutralno i to približno kod SN3COONH4, gdje su oba iona slaba i imaju slične proizvode rastvorljivosti u vodi. Acetati nisu soli octene kiseline samo s neorganskim bazama. Postoje i organski spojevi koja su samo zbog svoje organske prirode nazvana esteri, a koja nastaju reakcijom esterifikacije u kojoj sudjeluje kiselina i alkohol, u prisustvu najčešće koncentrirane sumporne kiseline. Dolazi do stvaranja estera karakterističnih osobina. Postoji nekoliko ogleda koji pokazuju prirodu acetata. Odmjeri se približno ista količina natrij-acetata i vode i to se pomiješa, zagrijava do ključanja, a potom hladi naglo pod mlazom hladne vode. U tako ohlađenoj otopini pri dodavanju nekoliko kristala iste soli, dolazi do burne i jasno vidljive kristalizacije. Gradi i toksične spojeve, a poznat je olovni šećer.

## Struktura
- Prostor-popunjavajući model acetatskog aniona
- Kugla-i-štap model aniona acetata
- Rezonantni hibrid acetatskog aniona
- Kanonski oblici acetatnog aniona

## Izovri
- Zumdahl, Steven S. 1986. Chemistry. D.C. Heath. Lexington, Mass. ISBN 978-0-669-04529-1